# 𠲍樂德克
𠲍樂德克（英語：Roderick Dew），英國海軍總兵。

## 生平
1862年10月9日英國海軍總兵𠲍樂德克、“常勝軍”副隊長法爾思德、“常捷軍”統帶勒伯勒東及提督陳世章、參將布興有等美英及清聯軍攻擊奉化縣城，為梯王練業坤擊敗。 